# Susan Taslimi
Susan Taslimi (aussi appelée Soosan Taslimi, en persan: سوسن  تسلیمی), née le 7 février 1950 à Rasht en Iran, est une actrice, réalisatrice, metteur en scène de théâtre, et scénariste iranienne. Elle a émigré de l'Iran en 1989 pour s'installer et travailler en Suède. 

## Biographie
Diplômée de la faculté des Beaux-arts de Université de Téhéran en théâtre et cinéma, elle commence sa carrière avec Ballade de Tara de Bahram Beyzai en 1979. 

## Filmographie (comme actrice)

### Film
- 1979 : Cherike-ye Tara (Ballade de Tara) - Tara
- 1982 : Marg Yazdgerd  (La Mort de  Yazdgerd) - la femme du meunier
- 1984 : Sarbedaran (Série télévisée) - Fatemeh
- 1985 : Madian (La Jument)
- 1986 : Telesm (Talisment) - fiancée de Shazdah
- 1986 : Bashu, qaribe-ye kuchak (Bashu, le petit étranger) - Naii
- 1988 : Shayad vaghti digar (Peut-être une autre fois)
- 1995 : Gränsen (Jamais, Suède) - Aisha
- 1999 : En dag i taget (Série télévisée, Suède) - Kia
- 2004 : Orka! Orka! (Série télévisée, Suède) - Schole
- 2017 : Charmøren (Charmeur (en persan : افسونگر), Afsungar, Danemark) - Leila

### Théâtre
- 1979 - Death of Yazdgerd - la femme du meunier
- 1991 - Médée - Médée

## Filmographie (comme réalisatrice)
- 2002 : Hus i helvete (feature film, All Hell Let Loose)
- 2004 : Orka! Orka!. (Série télévisée épisodes 16-18)
- 2004 : Det epileptiska riktmärket (Interprétée par Martina Montelius, Le 1er mars 2004 au Teater Galeasen, Stockholm)
- 2004 : Älskar, älskar och älskar. (Drame-télé, interprétée par Martina Montelius, Télévision de Suède)
- 2005 : Häktet (Série télévisée)

## Vie personnelle
- Son père, Khosro Taslimi, est un producteur du cinéma.
- Sa mère, Monireh Taslimi, est une actrice et éditrice de cinéma.
- Son frère, Cyrous Taslimi, est un acteur et producteur du cinéma.
- Son ex-mari, Dariush Farhang, est un réalisateur.